# Liophis
Liophis é um antigo gênero de cobras colubridas do Novo Mundo . Eles têm uma ampla gama de nomes indescritíveis e locais, entre estes "serpentes de água", " mapepires ", "corais" ou "corredores".

## Taxonomia e Sistemática
O status dos Liophis gênero no continente da América do Sul é altamente incerto, e algumas autoridades atribuir algumas espécies ao gêneros Dromicus, Erythrolamprus, Leimadophis, Lygophis e Philodryas . Outros consideram Dromicus e Leimadophis ser sinônimos de Liophis. 